# Femme de ménage
Ne doit pas être confondu avec Ménagère.
Pour les articles homonymes, voir Femme (homonymie).

Banksy: Sweep at Hoxton, 2008

Une femme de ménage ou un homme de ménage est une personne (généralement une femme) qui nettoie des locaux contre rémunération. La locution nominale « femme de ménage » s’est popularisée parce que les personnes qui exerçaient ce métier à l’origine étaient presque exclusivement des femmes. D’après une enquête, 96,8 % des domestiques étaient de sexe féminin en 1882 à Berlin.
Un professionnel homme qui nettoie des locaux contre rémunération se dit généralement un homme de ménage. Mais il arrive que les hommes pratiquant le métiers soient désignés en tant que femme de ménage.

## Histoire
Comme l’indique l’étymologie du mot « ménage » (cf. « demeurer, séjourner »), l’origine de la profession est liée à la sédentarisation de l‘être humain. Depuis le début des vestiges écrits (archives écrites), nous disposons de témoignages attestant la présence de domestiques au sein du ménage. Jusque vers le milieu du XIXe siècle, toutefois, seules les familles aisées issues de la bourgeoisie ou de la noblesse engageaient des domestiques (servantes ou valets). Les domestiques étaient responsables de tous les travaux ménagers : ils nettoyaient, cuisinaient, lavaient, allaient faire les courses, s’occupaient des enfants, recevaient les invités, etc. À cette époque, le personnel vivait au sein même du ménage de l’employeur, et l’horaire de travail pouvait atteindre 16 heures par jour. Pendant la révolution industrielle, les choses ont changé en ce sens que le personnel auxiliaire ne logeait plus sous le toit de l‘employeur.
Avant le XXe siècle, les femmes de ménage étaient de simples domestiques, et la profession n’était dans l’ensemble pas réglementée par des dispositions légales.
En France, les ménages aisés sont subventionnés afin de les encourager à recourir à l'emploi de personnels de maison. Plus de 6 milliards d'euros leur sont distribués en exonérations fiscales et sociales, un montant représentant près du double de l’allocation personnalisée d’autonomie versée aux personnes âgées pour l’aide à domicile (3,3 milliards d’euros). En 2005, près du tiers des 5 % des ménages les plus riches recouraient à une aide domestique.
Le travail de femme de ménages s'est considérablement transformé au fil des ans puisqu'aujourd'hui beaucoup de clients ont recours à des sociétés de service pour embaucher des femmes de ménage.

## Conditions de travail
Les produits chimiques utilisés pour le ménage ont des effets négatifs considérables sur les poumons. D'après une étude de l'Université de Bergen, « chez les femmes agents d'entretien, le déclin des fonctions respiratoires est semblable à celui qu'aurait subi une femme ayant fumé 20 cigarettes par jour durant 10 à 20 ans ».

## Travail au noir
De nos jours, l’activité de femme de ménage est réglementée dans de nombreux pays. Malgré cela, de nombreuses femmes de ménage travaillent de façon illégale, sans assurances sociales, assurances accident ni congés payés garantis. On estime qu'en 2010 en Suisse, environ 130 000 femmes de ménage travaillent au noir.

## Personnalités
- La centenaire iconique Ángeles Flórez Peón (1918-2024), femme politique, soldate et écrivaine républicaine espagnole, engagée pour les droits des femmes en Espagne, réputée dernière milicienne vivante de la guerre d'Espagne et grand témoin de l'histoire contemporaine de l'Europe, a exercé, très jeune, la profession[6].